# Манов Федір Григорович
Федір Григорович Манов (1912, Орловська губернія — 1953, Горлівка) — радянський футболіст, що грав на позиції нападника. Автор першого забитого м'яча донецького «Шахтаря» в чемпіонах СРСР.

## Біографія
Федір Манов народився в Орловській губернії, пізніше родина майбутнього футболіста перебралась до Горлівки, де Манов та його брати розпочались займатися футболом. Розпочав грати у горлівському «Динамо», пізніше став гравцем «Динамо» зі Сталіно. У 1936 році Федір Манов став гравцем «Стахановця» зі Сталіно, який розпочав грати у першому чемпіонаті СРСР серед клубних команд у класі «В». У першому матчі чемпіонату з казанським «Динамо», який «Стахановець» програв із рахунком 1-4, Федір Манов став автором першого забитого м'яча «гірників» у чемпіонатах СРСР. У першому весняному чемпіонаті СРСР Манов разом із Миколою Кононенком з 4 забитими м'ячами став кращим бомбардиром команди. В осінній першості 1936 року Манов з Борисом Терентьєвим з 3 забитими м'ячами знову стає кращим бомбардиром команди. Після 1936 року Федір Манов повертається до Горлівки, де грав за місцеві футбольні команди. Помер Федір Манов у 1953 році в Горлівці.

## Особисте життя
Рідні брати Федора Манова, Василь і Сергій, також були футболістами, та грали у складі «Стахановця» в один час із Федором.